# Mantidactylus alutus
A Mantidactylus alutus  a kétéltűek (Amphibia) osztályába és  a békák (Anura) rendjébe, az aranybékafélék (Mantellidae) családjába tartozó faj. 

## Előfordulása
Madagaszkár endemikus faja. A sziget középső részén, az Ambohitantely Rezervátumtól a Ranomafana Nemzeti Parkig, 1000–2000 m-es tengerszint feletti magasságban honos.

## Megjelenése
Kis méretű Mantidactylus faj. A hímek testhossza 24–26 mm, a nőstényeké 26–31 mm. Mellső lába úszóhártya nélküli. Háti bőre mérsékelten szemcsézett, változatos színű, gyakran világosbarna, sötétebb mintázattal, néha a gerinc vonalában futó csíkkal. A hímeknek enyhén nyújtható egyszeres hanghólyagjuk és viszonylag nagy méretű combmirigyük van.

## Természetvédelmi helyzete
A vörös lista a nem fenyegetett fajok között tartja nyilván. Elterjedési területe nagy, vélhetően nagy az egyedszáma, jól alkalmazkodik a különböző élőhelyekhez. Populációja stabil.